# EAccelerator

eAccelerator는 PHP 프로그래밍 언어에 대한 MMCache 확장에서 포크된 PHP 엑셀레이터이다.eAccelerator는 바이트코드 캐시를 제공한다. eAccelerator는 오픈 소스 사용 및 배포하여 무료다.
오래되고 전혀 관리가되지 않고있는 버전도 인코더를 제공했다.
PHP 스크립트 에 액세스 할 때마다, PHP는 일반적으로 구문 분석하고 바이트 코드로 스크립트를 컴파일한다. 일단 설치하면 eAccelerator는 컴파일 된 바이트 코드를 최적화하고 공유 메모리 나 디스크 또는 둘 모두를 캐시한다. 그 대신 스크립트가 컴파일되는 것이 가능한 경우 스크립트에 대한 후속 접근시, eAccelerator는 캐시 된 바이트 코드에 액세스한다. 이것은 반복 구문 분석 및 컴파일의 성능 오버 헤드를 방지한다.
이전 eAccelerator 의 버전도 공유 메모리접근, 자동 캐싱 및 기타 관련 작업 을 가능하게 하는 PHP 스크립트에서 사용하는 기능을 제공한다. 이 버전 0.9.6rc1 같이 제거했다.
이전 eAccelerator 버전은 몇 가지 코드 보호를 제공하고, 쉽게 정상 PHP 스크립트로 읽을 수 없는 파일을 생성하는 인코더 구성 요소를 가졌다. eLoader라는 전용의 확장은 eAccelerator 확장을 원하지 않을 경우 이러한 인코딩된 스크립트를 처리하는 데 사용할 수 있다. 이 기능은 현재 개발자버전에서 제거되었고 다음 버전에서 포함되지 않을 것이다.
EAccelerator는 GNU GPL 2.0로 배포되는 자유 소프트웨어이다.

## 같이 보기
- Zend Performance Suite
- Alternative PHP Cache